# Deolindo da Silva

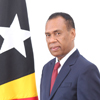
Deolindo da Silva

Deolindo da Silva ist ein osttimoresischer Politiker. Er ist Mitglied der Partei FRETILIN.

## Werdegang

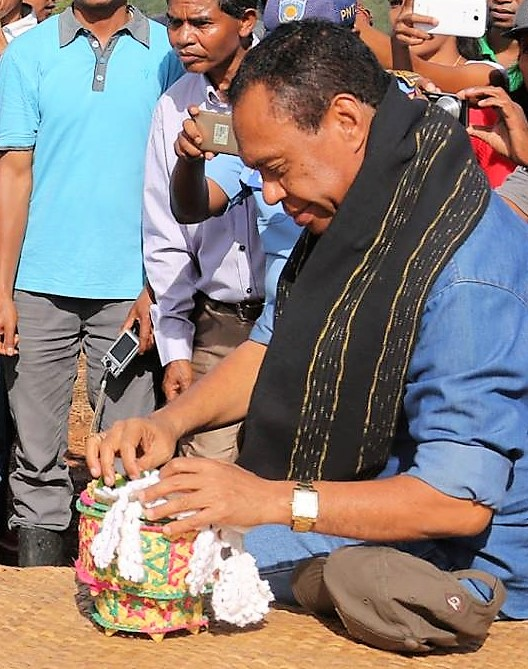
Silva in Haupu (2018)

Seit 2000 arbeitete Silva im Ministerium für Landwirtschaft und Fischerei. Hier war er Direktor der Abteilung Saatgut und zuletzt Generaldirektor für Landwirtschaft.
In der VII. Regierung wurde Silva in der zweiten Ernennungsrunde am 29. September 2017 zum Vizeminister für Landwirtschaft und Fischerei ernannt und am 3. Oktober vereidigt. Seine Amtszeit als Vizeminister endete mit Antritt der VIII. Regierung Osttimors am 22. Juni 2018.

## Veröffentlichungen
Silva war bei folgenden Publikationen Mitautor:
- Participatory variety selection increases adoption of modern varieties by subsistence farmers in East Timor
- Improving food security through agricultural research and development in Timor-Leste: a country emerging from conflict, Food Security: The Science, Sociology and Economics of Food Production and Access to Food, 2009, vol. 1, issue 4, 403–412.
- Seeds of Life - increasing production of staple crops in East Timor